# 1686 en arts plastiques
| Années des arts plastiques : 1683 - 1684 - 1685 - 1686 - 1687 - 1688 - 1689    |
| Décennies des arts plastiques : 1650 - 1660 - 1670 - 1680 - 1690 - 1700 - 1710 |

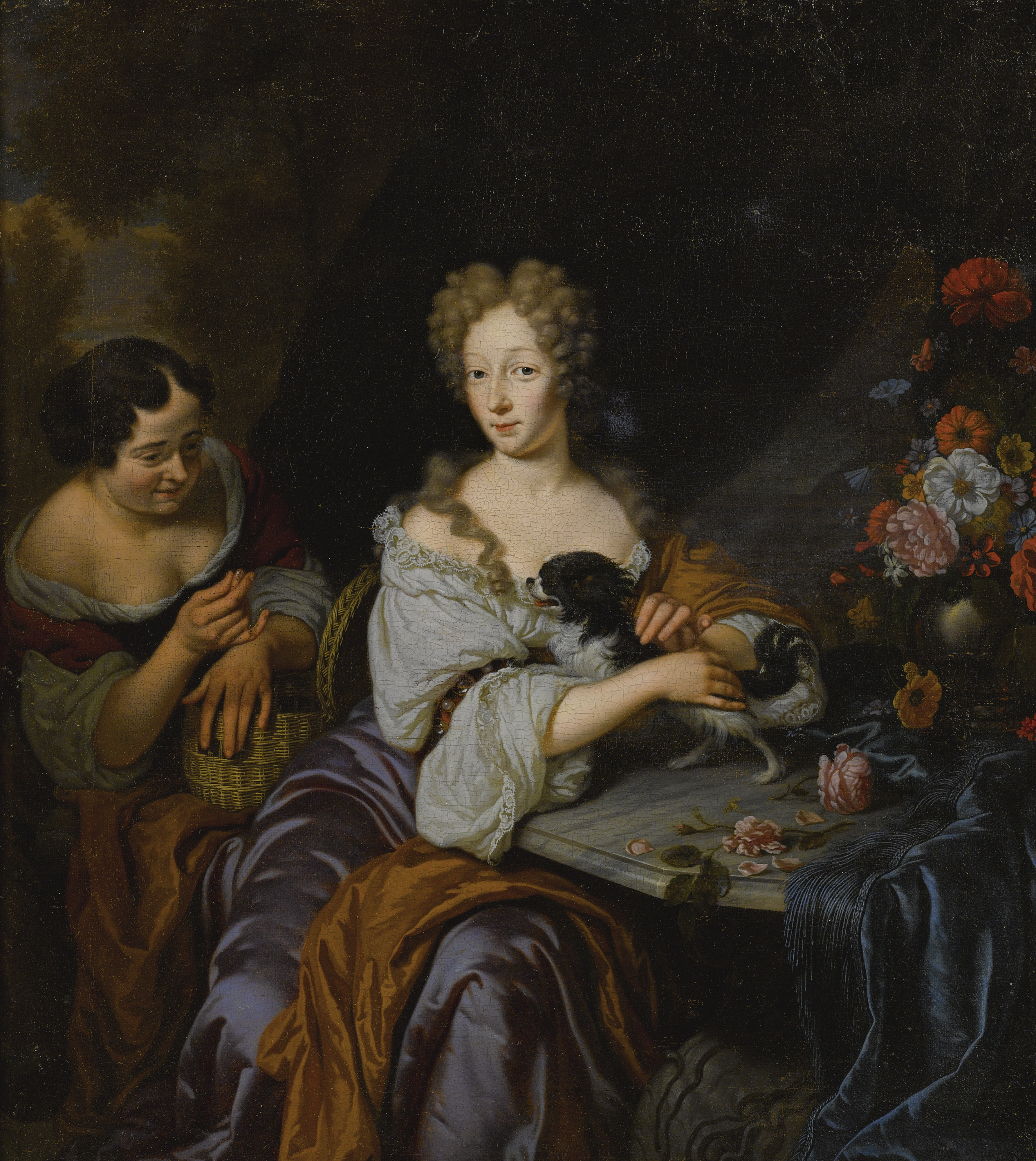
Portrait d'une dame et de son chien avec une suivante, toile de Michiel van Musscher.

Cette page concerne l'année 1686 en arts plastiques.

## Œuvres
- Nicolas de Largillierre achève son portrait de Charles Le Brun (musée du Louvre) ;

## Naissances
- 17 mars : Jean-Baptiste Oudry, peintre et graveur français († 30 avril 1755),
- 20 juillet : Nicolas Wilbault, peintre français († 4 mai 1763),
- 27 août : Agostino Cornacchini, peintre et sculpteur italien de la période rococo († 1754),
- 29 septembre : Cosmas Damian Asam, peintre allemand († 10 mai 1739),
- 5 décembre : Ludovico Mazzanti, peintre italien († 29 août 1775),
- ? : 
  - Claude Jacquart, peintre lorrain († 8 juillet 1736),
  - Louis Surugue, graveur français († 6 octobre 1762).

## Décès
- 2 janvier : Frederik de Moucheron, peintre néerlandais  (° 1633),
- 25 février : Nicolas Rabon, peintre français (° 12 juillet 1644),
- 2 avril : Pierre Toutain, peintre français (° 1645),
- 25 juin : Simon Ouchakov, peintre iconographe russe (° 1626),
- 11 juillet : Gerrit Lundens, peintre néerlandais (° 27 septembre 1622),
- ? :
  - Antonio Busca, peintre baroque italien (° 1625),
  - Dirck Stoop, peintre et graveur néerlandais (° 1610),
  - Jonas Suyderhoef, graveur néerlandais (° 1613).